# Emmanuel Decoster
Emmanuel Decoster (Halle, 27 juli 1802 – 19 december 1858) was een Belgisch politicus.

## Levensloop
Decoster werd geboren als zoon van Egidius Decoster en Barbara Porteau. Hij trouwde met Maria Ludovica Doudelet.
Beroepshalve was Decoster notarisklerk en ontvanger van het doorluchtige Huis Arenberg.
Van 1848 tot 1856 was hij burgemeester van Halle.
In 1853 opende hij plechtig het eerste gasthuis van Halle in het Oud-Jezuïetencollege, waaruit later het Algemeen Ziekenhuis Sint-Maria Halle zou groeien.
Hij was de schoonvader van Henri Claessens, die later van 1878 tot 1881 ook burgemeester van Halle zou zijn.